# Chomenky (obwód winnicki)
Chomenky (ukr. Хоменки) – wieś na Ukrainie, w obwodzie winnickim, w rejonie szarogrodzkim; nad Murafą.